# Gasversorgung Sachsen Ost
Die Gasversorgung Sachsen Ost GmbH (GASO) war in den Jahren von 1991 bis 2005 für die Gasversorgung in Ostsachsen zuständig. Sie umfasste das Gebiet von Nossen im Westen bis Görlitz im Osten im Freistaat Sachsen.
Sie entstand aus dem VEB Energiekombinat Dresden durch Abspaltung der Gassparte infolge der Bestimmungen des Stromvertrages vom 22. August 1990 und der Aufspaltung der Energiekombinate.

## Geschichte
Die Gasversorgung Sachsen Ost GmbH (GASO) wurde am 16. Mai 1991 rückwirkend zum 1. Juli 1990 gegründet. Die Gründungsgesellschafter waren:
- Zweckverband Gasversorgung Ostsachsen mit 49 %
- rhenag Rheinische Energie  AG mit 39 %
- GESO Beteiligungs- und Beratungs-Aktiengesellschaft mit 12 %

Ein Verkauf der Anteile der rhenag AG an die ThüBet Ostsachsen GmbH, Köln erfolgte 2001. Grund war die Realteilung der rhenag AG zwischen Thüga AG und RWE AG.
2004 wurden alle Gesellschafteranteile  auf ENSO Energie Sachsen Ost GmbH, Dresden zu 100 % übertragen bzw. an diese verkauft.
Umsatzerlöse: 1995: 240 Mio. DM, 2005: 280 Mio. €
Geschäftsführer:
- Peter Weckenbrock (bis 1996)
- Herbert Marquard
- Klaus-Dieter Wegener † (bis 1992)
- Horst Erler (ab 1996)
- Christof Regelman (ab 2004)

## Netzgebiet
Das Netzgebiet umfasste das Gebiet des ehemaligen DDR-Bezirkes Dresden. Ausgenommen waren die Stadtgebiete Dresden (Netzgebiet Dresden Gas, jetzt DREWAG GmbH), Radebeul, Coswig, Meißen, Riesa,  Bautzen, Görlitz, Zittau, Pirna und Freital.
Diese Kommunen hatten eigene Stadtwerke mit einer Gassparte gegründet.
Nach der Gründung der GASO wurden sukzessiv Konzessionsverträge mit einer Laufzeit von 20 Jahren mit den im Netzgebiet liegenden Kommunen abgeschlossen.
Das Gasleitungsnetz der GASO hatte eine Ausdehnung von ca. 5 000 km mit ca. 78 000 Hausanschlüssen und über 225 000 versorgte Kunden.

## Erdgasumstellung
In Folge der wirtschaftlichen Umwälzungen nach 1990 war auch die bis dahin vorherrschende Stadtgasversorgung im Versorgungsgebiet unrentabel geworden. Am 30. März 1992 wurde deshalb begonnen, das aus heimischer Braunkohle gewonnene Stadtgas aus dem Gaskombinat Schwarze Pumpe zu verdrängen und das Gasnetz auf Erdgas umzustellen. Die Erdgasumstellung eines Gasnetzes geht mit der Umstellung aller angeschlossenen Verbrauchsgeräte (Heizung, Herde, Warmwasserbereiter) einher. Dazu müssen veraltete Geräte, die nicht umstellbar sind ganz ausgetauscht, bzw. müssen bei neueren Geräten die Düsen für die Zufuhr der Verbrennungsluft gewechselt werden. Die Erdgasumstellung erforderte einen hohen logistischen und finanziellen Aufwand und wurde im Netzgebiet der GASO am 29. August 1994 abgeschlossen.

## Wirtschaftliche Entwicklung
Beginnend  1992 bis in das Jahr 2003 erfolgte eine expansive Marktstrategie, um die Nachfrage nach Erdgas in der ostsächsischen Region zu befriedigen und im Wettbewerb gegen das Angebot von Heizöl zu bestehen. Das Gasnetz wurde in dieser Zeit um ca. 1 500 km erweitert und ca. 38 000 Hausanschlüsse neu verlegt. Der hohen Nachfrage dieser Zeit lag der Wunsch vieler Hausbesitzer im ländlichen Raum zugrunde, die alte Kohleheizung aus DDR-Zeiten gegen eine moderne und umweltschonende Erdgasheizung auszutauschen.
Infolge der Gründungen von Stadtwerken (Riesa, Pirna, Meißen, Radebeul-Coswig, Bautzen, Görlitz, Zittau und Freital) und dem Trend Gasherde durch Elektroherde zu ersetzen, ging die Kundenanzahl auf ca. 100 000 zurück. Der Gasabsatz konnte aber durch den stark ansteigenden Anteil an Gasheizungen und der vorgenannten Expansionsstrategie auf über 8 Mrd. kWh im Jahr gesteigert werden. 2005 umfasste das Gasnetz ca. 1 000 km Gashochdruckleitungen, ca. 2 500 km Ortsverteilungsleitungen der Druckstufen Mitteldruck und Niederdruck und ca. 1 500 km Hausanschlussleitungen.

## Beendigung der Aktivitäten
Mit der Übernahme der Ruhrgas AG durch E.ON musste die ThüBet Ostsachsen GmbH, Köln als E.ON-Tochter ihre Anteile an der GASO an die GESO AG als Tochter der EnBW AG verkaufen, um nicht durch eine Wettbewerbsklage der EnBW AG gegen die Übernahme der Ruhrgas AG durch E.ON, die Übernahme zu gefährden.
2005 erfolgte der Verkauf der Anteile der ThüBet Ostsachsen GmbH an die GESO AG, der Geschäftsübergang auf die ENSO Erdgas GmbH und die Löschung der Gasversorgung Sachsen Ost GmbH im Handelsregister.